# Wild Target – Sein schärfstes Ziel
Wild Target – Sein schärfstes Ziel (Originaltitel: Wild Target) ist eine britische Filmkomödie von Jonathan Lynn aus dem Jahr 2010. Sie ist eine Neuverfilmung der französischen Krimikomödie Der Killer und das Mädchen aus dem Jahr 1993. Der alternative Titel für das Fernsehen lautet Wild Target – Romanze in Blei.

## Handlung
Victor Maynard ist ein Profikiller, wie schon seine Eltern vor ihm. Sein aktuelles Ziel ist Rose, die dem Sammler Ferguson einen gefälschten Rembrandt verkauft hat. Als Victor Rose beschattet, wird er von ihr derart in den Bann gezogen, dass das Attentat fehlschlägt. Victor entschuldigt sich bei seinem Auftraggeber und versucht sich ein zweites Mal erfolglos. Als zwei weitere Auftragskiller auf den Plan treten, verhilft Victor Rose zur Flucht, wobei der unbeteiligte Tony in die Sache verstrickt wird. Ohne zu wissen, dass Victor ein auf sie angesetzter Killer ist, bittet Rose ihn um Schutz. Tony hält Victor für einen Privatdetektiv und hofft, bei ihm in die Lehre gehen zu können und einige Tricks zu erlernen. Um sich zu verstecken, mieten sie sich in ein Hotel ein, in dem allerdings auch Roses Verfolger ein Zimmer gebucht haben. Der betrogene Sammler heuert einen neuen Killer an, Dixon.
Victor, Rose und Tony fliehen in Victors Landhaus, in dem Victor alleine mit seiner Katze lebt. Nach anfänglichen Problemen kommen Victor und Rose sich näher. Als sie jedoch die Wahrheit über seinen Beruf erfährt und annehmen muss, dass er sie noch immer töten will, flieht sie. Tony, dem sie zuvor erzählt, dass Victor eigentlich ein Profikiller ist, stört das hingegen nicht wirklich.
In der Zwischenzeit hat Dixon den eigentlichen Fälscher des Rembrandts ausgemacht und getötet. Als Rose in die Galerie zurückkehrt, erwartet Dixon sie schon. Er zwingt sie, ihn zum Landhaus zu bringen, wo Tony gerade Schießübungen macht. Victor soll Rose erschießen, dann werde zumindest Tony überleben. Doch beide gestehen sich ihre Liebe. Mit Hilfe von Victors Mutter, die plötzlich auf den Plan tritt, gelingt es, Dixon und seinen Helfer zu töten und im Garten zu vergraben. Victor und Rose werden ein Paar, und auch Tony bleibt im Landhaus wohnen.

## Produktion
Drehorte waren außer den Pinewood Studios die Smithfield Street und die Baconsfield Terrace Road (Hotel) in London sowie die Isle of Man. Die Kostüme entwarf Sheena Napier.
Gedreht wurde im Format 35 mm.

### Filmmusik
Die Musik zum Film wurde von Michael Price komponiert, bzw. zusammengestellt. Die Kompositionen von Price selbst spielte das London Metropolitan Orchestra ein.
Trackliste
- Opening titles, (Vorspann), Michael Price, London Metropolitan Orchestra
- Hotel Song, Text, Musik, Gesang Regina Spektor
- Spirit Prison, Fishtank Ensemble (Douglas Smolens, Kevin Kmetz & Ursula Knudson)
- Johnny Got a Boom-Boom, gesungen von Imelda May
- The Waves, Text und Musik Liam Shachar & Ciaran Gribbin
- All Over Me, Text und Musik Pete Simpson, Bennett Holland, Scott Moncrieff und Tom Bell*
- In a Mellow Mood, Text und Musik Michael J. McEvoy, The Freddie Carleone Quartet
- Sinfonia concertante für Violine und Viola Es-Dur von Wolfgang Amadeus Mozart;  Capella Istropolitana Orchestra und  Takako Nishizaki, Violine, Ladislav Kyselak, Viola
- Klaversonate Nr. 8 in c-moll, (Pathétique) von Ludwig van Beethoven, 2. Satz, Rupert Everett, Klavier
- Rondo alla Turca aus der Klaviersonate Nr. 11 in A-Dur von Wolfgang Amadeus Mozart mit Michael Price, Klavier
- Tchavo, Text und Musik Fishtank Ensemble (Fabrice Martinez, Ursula Knudson, Douglas Smolens, Mike Penny)
- New Soul, Text und Musik von Yael Naim
- Plug in the Machine von Kevin Floyd, Dorp (Performance)
- Wedding Bell, Musik Alex Scally und Victoria Legrand, Text Victoria Legrand, Beach House (Performance)
- Foot Message, Musik Michael Price, London Metropolitan Orchestra
- Going Up the Country, Text Alan Wilson, Performance Imelda May
- Mayhem, Text und Musik, Performance Imelda May

## Rezeption

### Kritik
„‚Wild Target‘ ist eine spleenige, kleine Komödie fern unerwarteter Plotlines. Bill Nighy ist eine Schau und auch die restliche Besetzung agiert mit einem Esprit, der auch dem Drehbuch gut gestanden hätte.“

### Einspielergebnis
Der Film war ein echter Flop. Mit einem Budget von 8 Millionen US-Dollar konnte der Film nur 3,5 Millionen US-Dollar wieder einspielen.